# Pinanga
Ne doit pas être confondu avec Piranga.
Genre
Classification phylogénétique
Espèces de rang inférieur
- Voir le texte

Pinanga est un genre de palmiers de la famille des Arecaceae. Les espèces sont natives de l'est et du sud de l'Asie (Inde, Chine, Indochine, Malaisie, Indonésie, Nouvelle-Guinée).

## Classification
- Sous-famille des Arecoideae
  - Tribu des Areceae
    - Sous-tribu des Arecinae

## Espèces

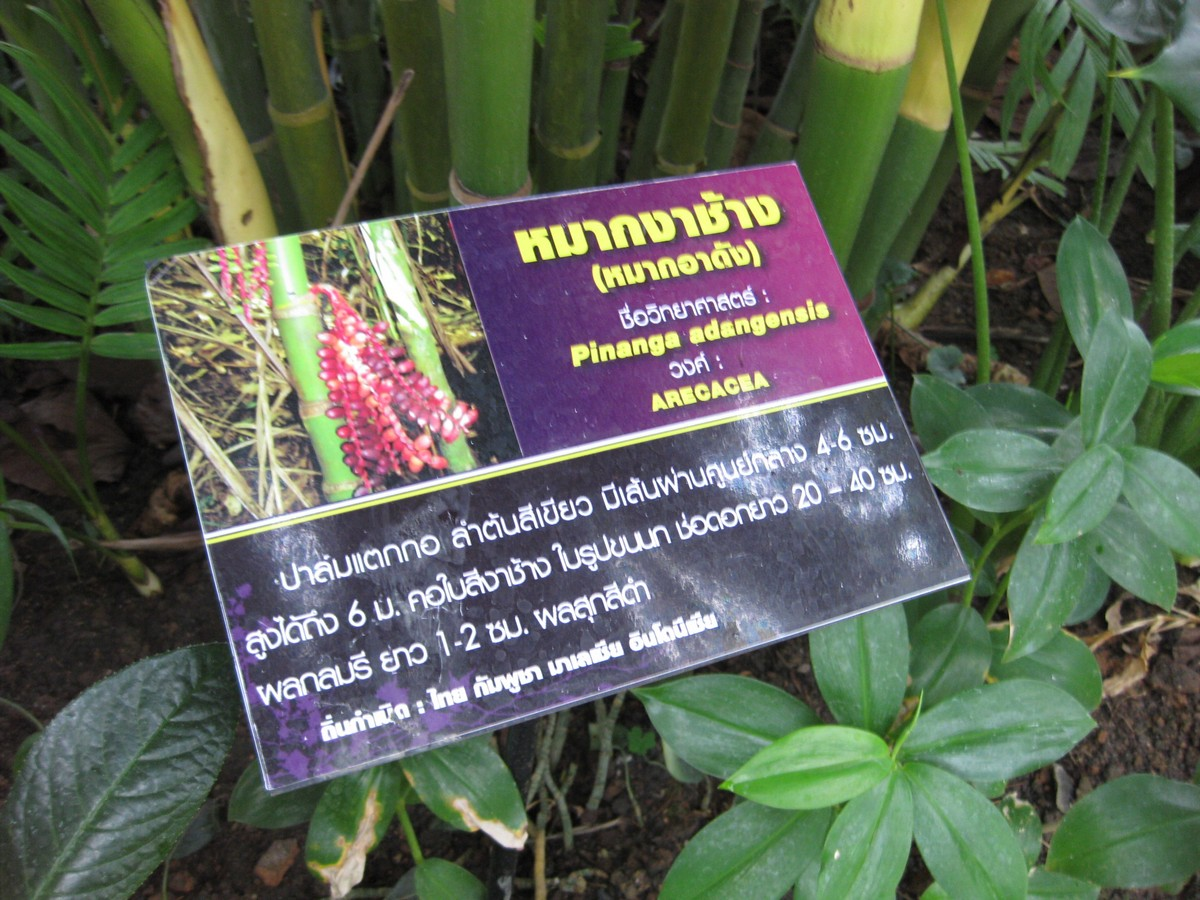
Pinanga adangensis, Jardin botanique de la reine Sirikit, Thaïlande

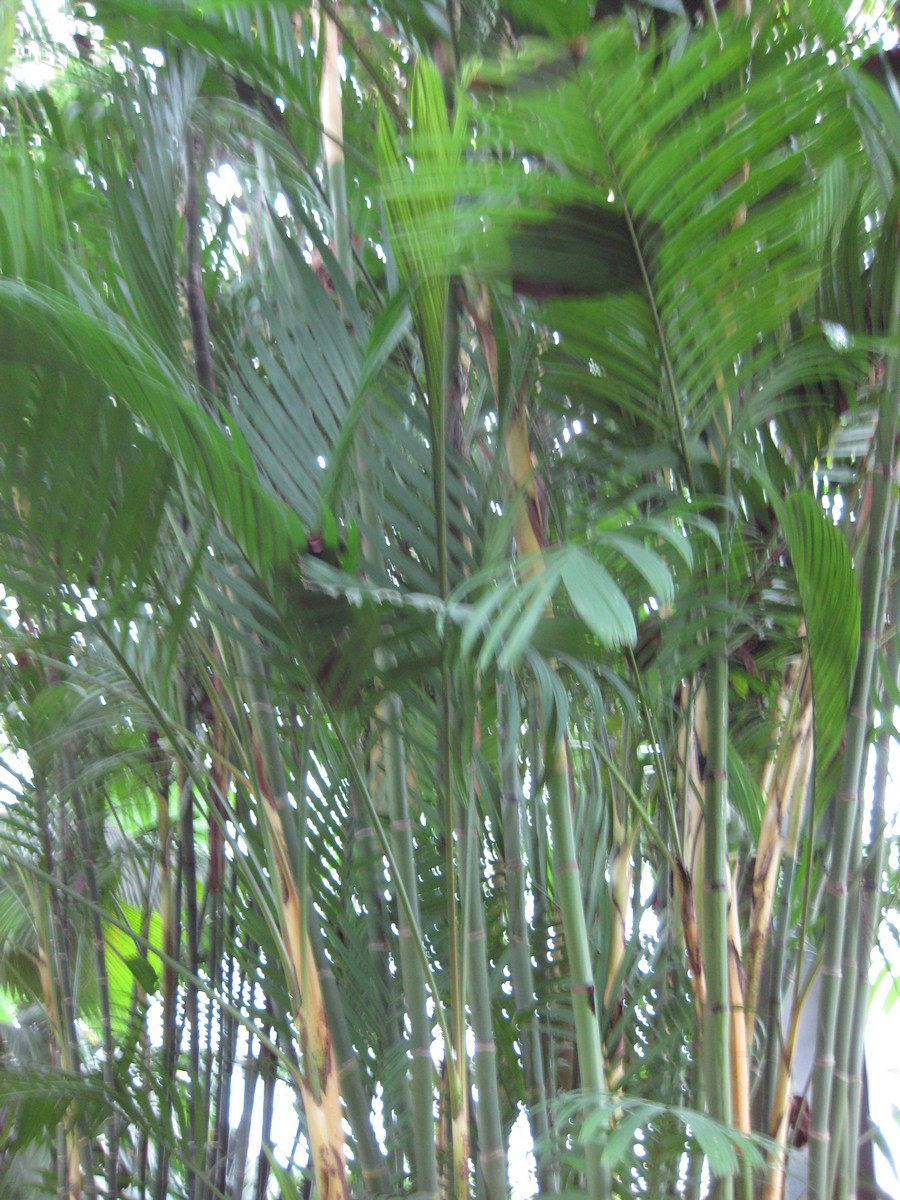
Pinanga adangensis

Ce genre regroupe de nombreuses espèces. La liste suivante n'est pas forcément exhaustive et peut être sujette à variation selon les critères d'interprétation de la taxonomie.
- Pinanga acaulis Ridl., J. Straits Branch Roy. Asiat. Soc. 44: 202 (1905).
- Pinanga adangensis Ridl., J. Straits Branch Roy. Asiat. Soc. 61: 62 (1912).
- Pinanga albescens Becc., Bot. Jahrb. Syst. 48: 89 (1912).
- Pinanga andamanensis (en) Becc., Atti Soc. Tosc. Sci. Nat. Pisa, Mem. 44: 121 (1934).
- Pinanga angustisecta Becc., Malesia 3: 119 (1886).
- Pinanga annamensis Magalon, Contr. Étud. Palmiers Indoch.: 152 (1930).
- Pinanga arinasae Witono, Palms 46: 194 (2002).
- Pinanga aristata (Burret) J.Dransf., Kew Bull. 34: 775 (1980).
- Pinanga arundinacea Ridl., J. Straits Branch Roy. Asiat. Soc. 54: 60 (1910).
- Pinanga auriculata Becc., Malesia 3: 134 (1886).
- Pinanga badia Hodel, Palm J. 136: 16 (1997).
- Pinanga basilanensis Becc., Philipp. J. Sci. 14: 322 (1919).
- Pinanga batanensis Becc., Philipp. J. Sci., C 3: 340 (1909).
- Pinanga baviensis Becc., Webbia 3: 193 (1910).
- Pinanga bicolana Fernando, Principes 32: 172 (1988).
- Pinanga borneensis Scheff., Ann. Jard. Bot. Buitenzorg 1: 151 (1876).
- Pinanga brevipes Becc., Malesia 3: 121 (1886).
- Pinanga caesia Blume, Rumphia 2: 84 (1839).
- Pinanga capitata Becc., J. Linn. Soc., Bot. 42: 168 (1914).
- Pinanga cattienensis (en) Andr.Hend., N.K.Ban & N.Q.Dung.
- Pinanga celebica Scheff., Natuurk. Tijdschr. Ned.-Indië 32: 175 (1871).
- Pinanga chaiana J.Dransf., Kew Bull. 34: 779 (1980).
- Pinanga chinensis Becc., Webbia 1: 326 (1905).
- Pinanga cleistantha J.Dransf., Principes 26: 127 (1982).
- Pinanga copelandii Becc., Webbia 1: 317 (1905).
- Pinanga coronata (Blume ex Mart.) Blume, Rumphia 2: 83 (1839).
- Pinanga crassipes (en) Becc., Malesia 3: 120 (1886).
- Pinanga cucullata J.Dransf., Kew Bull. 46: 691 (1991).
- Pinanga curranii Becc., Philipp. J. Sci., C 2: 226 (1907).
- Pinanga decora L.Linden & Rodigas, Ill. Hort. 34: 171 (1886).
- Pinanga densiflora Becc., Malesia 3: 116 (1886).
- Pinanga dicksonii (Roxb.) Blume, Rumphia 2: 77 (1839).
- Pinanga discolor Burret, Notizbl. Bot. Gart. Berlin-Dahlem 13: 187 (1936).
- Pinanga disticha (Roxb.) H.Wendl. in O.C.E.de Kerchove de Denterghem, Palmiers: 253 (1878).
- Pinanga dumetosa J.Dransf., Kew Bull. 34: 781 (1980).
- Pinanga duperreana Pierre ex Becc., Malesia 3: 144 (1886).
- Pinanga egregia Fernando, Kew Bull. 49: 775 (1994).
- Pinanga forbesii Ridl., J. Bot. 63(Suppl.): 124 (1925).
- Pinanga fractiflexa Hodel, Palm J. 136: 19 (1997).
- Pinanga furfuracea Blume, Rumphia 2: 88 (1839).
- Pinanga geonomiformis Becc., Philipp. J. Sci., C 4: 602 (1909).
- Pinanga glauca Ridl., J. Fed. Malay States Mus. 8(4): 120 (1917).

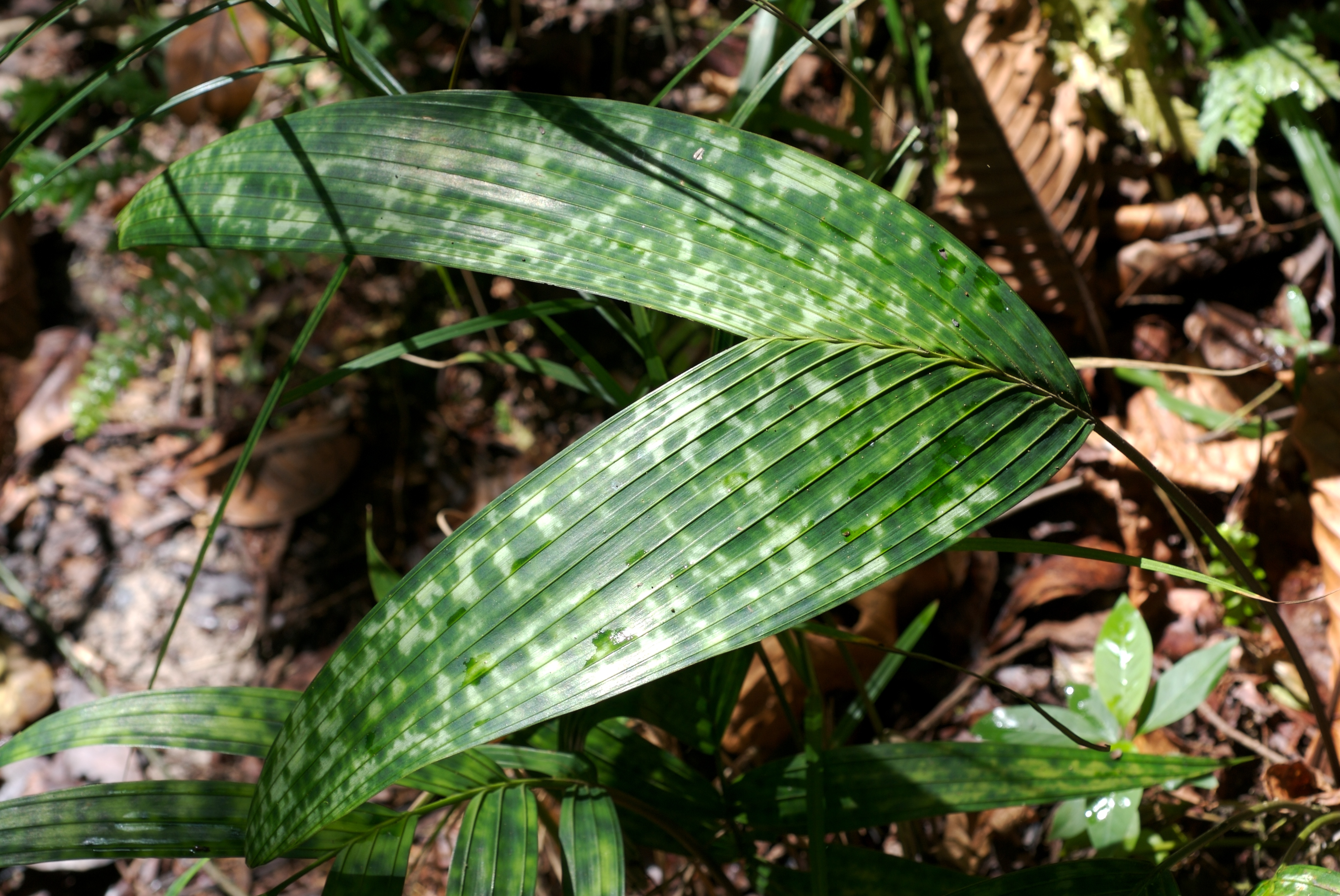
Pinanga crassipes.

- Pinanga glaucifolia Fernando, Kew Bull. 49: 776 (1994).
- Pinanga globulifera (Lam.) Blume, Bull. Sci. Phys. Nat. Néerl. 1: 65 (1838).
- Pinanga gracilis Blume, Rumphia 2: 77 (1839).
- Pinanga gracillima Merr., Sarawak Mus. J. 3: 518 (1928).
- Pinanga grandijuga Burret, Notizbl. Bot. Gart. Berlin-Dahlem 15: 208 (1940).
- Pinanga grandis Burret, Notizbl. Bot. Gart. Berlin-Dahlem 15: 207 (1940).
- Pinanga griffithii Becc., Malesia 3: 117 (1886).
- Pinanga heterophylla Becc., Philipp. J. Sci. 14: 319 (1919).
- Pinanga hexasticha (Kurz) Scheff., Ann. Jard. Bot. Buitenzorg 1: 148 (1876).
- Pinanga hookeriana Becc., Malesia 3: 141 (1886).
- Pinanga hymenospatha Hook.f., Fl. Brit. India 6: 411 (1892).
- Pinanga inaequalis Blume, Rumphia 2: 91 (1839).
- Pinanga insignis Becc., Philipp. J. Sci., C 2: 223 (1907).
- Pinanga isabelensis Becc., Philipp. J. Sci. 14: 318 (1919).
- Pinanga jamariensis C.K.Lim, Gard. Bull. Singapore 50: 100 (1998).
- Pinanga jambusana C.K.Lim, Folia Malaysiana 6: 73 (2005).
- Pinanga javana Blume, Rumphia 2: 85 (1839).
- Pinanga johorensis C.K.Lim & Saw, Gard. Bull. Singapore 50: 104 (1998).
- Pinanga keahii Furtado, Repert. Spec. Nov. Regni Veg. 35: 280 (1934).
- Pinanga latisecta Blume, Rumphia 2: 79 (1839).
- Pinanga lepidota Rendle, J. Bot. 39: 177 (1901).
- Pinanga ligulata Becc., Malesia 2: 129 (1886).
- Pinanga limbangensis C.K.Lim, Folia Malaysiana 6: 74 (2005).
- Pinanga limosa Ridl., J. Straits Branch Roy. Asiat. Soc. 44: 201 (1905).
- Pinanga macroclada Burret, Notizbl. Bot. Gart. Berlin-Dahlem 13: 188 (1936).
- Pinanga macrospadix Burret, Notizbl. Bot. Gart. Berlin-Dahlem 15: 205 (1940).
- Pinanga maculata Porte ex Lem., Ill. Hort. 10: 92, t. 361 (1863).
- Pinanga malaiana (Mart.) Scheff., Natuurk. Tijdschr. Ned.-Indië 32: 175 (1871).
- Pinanga manii Becc., Malesia 2: 178 (1889).
- Pinanga megalocarpa Burret, Notizbl. Bot. Gart. Berlin-Dahlem 15: 209 (1940).
- Pinanga micholitzii auct., Gard. Chron., III, 43: 257 (1908).
- Pinanga minor Blume, Rumphia 2: 86 (1839).
- Pinanga minuta Furtado, Repert. Spec. Nov. Regni Veg. 35: 281 (1934).
- Pinanga mirabilis Becc., Malesia 2: 126 (1886).
- Pinanga modesta Becc., Philipp. J. Sci., C 2: 225 (1907).
- Pinanga mooreana J.Dransf., Kew Bull. 34: 783 (1980).
- Pinanga negrosensis Becc., Leafl. Philipp. Bot. 2: 642 (1909).
- Pinanga pachycarpa Burret, Notizbl. Bot. Gart. Berlin-Dahlem 13: 185 (1936).
- Pinanga pachyphylla J.Dransf., Kew Bull. 46: 695 (1991).
- Pinanga palustris Kiew, Gard. Bull. Singapore 50: 106 (1998).
- Pinanga pantiensis J.Dransf., Gard. Bull. Singapore 50: 110 (1998).
- Pinanga paradoxa (Griff.) Scheff., Natuurk. Tijdschr. Ned.-Indië 32: 179 (1871).
- Pinanga paradoxa var. paradoxa.
- Pinanga parvula Ridl., J. Malayan Branch Roy. Asiat. Soc. 1: 103 (1923).
- Pinanga patula Blume, Rumphia 2: 87 (1839).
- Pinanga pectinata Becc. in J.D.Hooker, Fl. Brit. India 6: 410 (1892).
- Pinanga perakensis Becc., Malesia 3: 175 (1889).
- Pinanga philippinensis Becc., Malesia 3: 180 (1889).
- Pinanga pilosa (Burret) J.Dransf., Kew Bull. 34: 775 (1980).
- Pinanga polymorpha Becc., Malesia 3: 172 (1889).
- Pinanga porrecta Burret, Notizbl. Bot. Gart. Berlin-Dahlem 15: 203 (1940).
- Pinanga pulchella Burret, Notizbl. Bot. Gart. Berlin-Dahlem 15: 200 (1940).
- Pinanga purpurea (en) Hendra, Floribunda 2(2): 31 (2002).
- Pinanga quadrijuga Gagnep., Notul. Syst. (Paris) 6: 156 (1937).
- Pinanga ridleyana Becc. ex Furtado, Repert. Spec. Nov. Regni Veg. 35: 282 (1934).
- Pinanga rigida Becc., Leafl. Philipp. Bot. 2: 644 (1909).
- Pinanga riparia Ridl., J. Straits Branch Roy. Asiat. Soc. 44: 201 (1905).
- Pinanga rivularis Becc., Malesia 3: 130 (1886).
- Pinanga rumphiana (Mart.) J.Dransf. & Govaerts, World Checklist Palms: 178 (2005).
- Pinanga rupestris J.Dransf., Kew Bull. 46: 693 (1991).
- Pinanga salicifolia Blume, Rumphia 2: 93 (1843).
- Pinanga samarana Becc., Philipp. J. Sci. 14: 321 (1919).
- Pinanga sarmentosa Saw, Palms 47: 141 (2003).
- Pinanga sclerophylla Becc., Philipp. J. Sci., C 4: 603 (1909).
- Pinanga scortechinii Becc., Malesia 3: 170 (1889).
- Pinanga sessilifolia Furtado, Repert. Spec. Nov. Regni Veg. 35: 283 (1934).
- Pinanga sibuyanensis Becc., Philipp. J. Sci. 14: 324 (1919).
- Pinanga sierramadreana Fernando, Kew Bull. 49: 780 (1994).
- Pinanga simplicifrons (Miq.) Becc., Malesia 3: 124 (1885).
- Pinanga singaporensis Ridl., J. Straits Branch Roy. Asiat. Soc. 41: 38 (1903).
- Pinanga sinii Burret, Notizbl. Bot. Gart. Berlin-Dahlem 10: 882 (1930).
- Pinanga sobolifera Fernando, Kew Bull. 49: 782 (1994).
- Pinanga speciosa Becc., Webbia 1: 316 (1905).
- Pinanga stricta Becc., Malesia 3: 133 (1886).
- Pinanga stylosa Becc., Malesia 3: 177 (1889).
- Pinanga subintegra Ridl., Mat. Fl. Malay. Penins. 2: 141 (1907).
- Pinanga subruminata Becc., Malesia 3: 174 (1889).
- Pinanga subterranea Randi & W.J.Baker, Palms 67(2): 58 (2023).
- Pinanga sylvestris (en) (Lour.) Hodel, Palm J. 139: 55 (1998).
- Pinanga tashiroi (en) Hayata, Icon. Pl. Formosan. 3: 196 (1913).
- Pinanga tenacinervis J.Dransf., Kew Bull. 34: 785 (1980).
- Pinanga tenella (H.Wendl.) Scheff., Natuurk. Tijdschr. Ned.-Indië 32: 179 (1871).
- Pinanga tomentella Becc., Malesia 3: 126 (1886).
- Pinanga trichoneura Becc., Atti Soc. Tosc. Sci. Nat. Pisa, Mem. 44: 120 (1934).
- Pinanga uncinata Burret, Notizbl. Bot. Gart. Berlin-Dahlem 15: 201 (1940).
- Pinanga urdanetensis Becc., Leafl. Philipp. Bot. 8: 3008 (1919).
- Pinanga urosperma Becc., Philipp. J. Sci., C 3: 341 (1909).
- Pinanga variegata Becc., Malesia 3: 127 (1886).
- Pinanga veitchii H.Wendl. ex H.J.Veitch, Cat. 1880: 23 (1880).
- Pinanga viridis Burret, Notizbl. Bot. Gart. Berlin-Dahlem 13: 186 (1936).
- Pinanga watanaiana C.K.Lim, Principes 42: 116 (1998).
- Pinanga woodiana Becc., Philipp. J. Sci., C 4: 604 (1909).
- Pinanga yassinii J.Dransf., Forest. Dept. Occas. Pap., Brunei 2: 2 (1990).

L'espèce Pinanga subterranea se distingue par son mode de reproduction, entièrement souterrain.